# 異維A酸
異維A酸（INN：isotretinoin）又称异维甲酸、13-顺式视黄酸，是维A酸的异构体，最初是一種治療腦癌、胰臟癌和皮膚癌等多種癌病的藥物，但現時常用作治療青春痘，通常為口服用A酸，外用A酸則通常為維A酸成份，有時亦用作醫治斑色鱼鳞癣。它属于衍生自维生素A的类视色素，人体可自然形成小量的此化学物。
自2002年2月起，羅氏藥廠對異維A酸專利權屆滿後，市面有多間廠商生産通用名药物。其中中國商品名稱叫作「泰尔絲」或「特維絲」，其餘常見藥名包括Accutane、Amnesteem、Claravis、Decutan、Isotane、Sotret、Oratane、Isotrex 和 Isotrexin等。
異維A酸的副作用引起廣泛關注。有不同研究探討該藥是否會引致抑鬱，增加自殺風險。中国国家食品药品监督管理局亦警告該藥可能影響成長中的骨骼，建议18岁以下青少年尽量不要使用。孕婦服用後亦會大幅增加生出畸胎的機會，因而被禁止使用。